# Mars 4
Mars 4 est une sonde spatiale soviétique, envoyée vers la planète Mars en 1973 lors de la série de missions martiennes soviétiques Mars 4, 5, 6 et 7.

## Spécifications
La sonde pesait 3440 kg et était identique à sa sœur Mars 5. Elle était équipée d'un système d'imagerie à deux caméras, d'un photomètre, de capteurs pour étudier les particules du vent solaire, d'un magnétomètre, d'un radiomètre infrarouge, d'un autre photomètre infrarouge, d'un photomètre ultraviolet, d'un photomètre travaillant dans 6 bandes spectrales visibles, d'un radiotélescope et d'un spectromètre.

## Objectifs de la mission
Mars 4 aurait dû relever des informations sur la structure de la surface martienne en se plaçant en orbite et aurait dû servir à faire le relais entre les transmissions Terre/Mars 6 et 7.

### Déroulement
Mars 4 décolle le 21 juillet 1973 dans une fusée Proton puis se met en orbite autour de la Terre. Une heure et demie après, la sonde part vers sa destination. Le 10 février 1974, Mars 4 arrive à portée de Mars. 
L'insertion orbitale échoue. L'enquête montre qu'un des composants de l'ordinateur interne n'a pas résisté aux températures. Ainsi, les rétrofusées qui auraient dû s'allumer pour ralentir la sonde ne s'allument pas. Au lieu de se satelliser, Mars 4 passe à 2 200 km de Mars pour partir sur une orbite solaire, réussissant au passage à prendre quelques photographies.